# Hypo Niederösterreich
Hypo Niederösterreich ist ein Damen-Handballverein aus Maria Enzersdorf in Niederösterreich. Er ist einer der erfolgreichsten Vereine Europas. Zwischen 1989 und 2000 konnte Hypo achtmal die EHF Champions League gewinnen. Die Heimspiele werden im Maria Enzersdorfer Ortsteil Südstadt ausgetragen.

## Geschichte
Der Verein wurde ursprünglich von einigen erfolgreichen Leichtathleten, darunter Liese Prokop, Maria Sykora und Eva Janko, gemeinsam mit dem Trainer Gunnar Prokop ins Leben gerufen. Schon nach einigen Jahren schloss Hypo an die damaligen österreichischen Spitzenmannschaften im Damenhandball auf und wurde im Jahre 1977 erstmals Meister. Anschließend dominierte man die österreichische Liga und wurde insgesamt 42-mal ununterbrochen österreichischer Meister. Den in der Saison 1989/90 eingeführten ÖHB-Cup gewann Hypo insgesamt 31-mal.
Gunnar Prokop baute in den 1980er-Jahren eine immer besser werdende Damenmannschaft, die 1987 erstmals in der Champions League das Endspiel erreichte. Dort wurden aber von Spartak Kiew vorerst noch klar die Grenzen aufgezeigt. 1988 ging das Finale gegen Spartak Kiew erneut knapp verloren, doch waren die Niederösterreicherinnen diesmal ebenbürtig. Im Jahr darauf gelang erstmals gegen denselben Gegner der erste Gewinn der Champions League; 1990 konnte der Titel im Finale gegen Kuban Krasnodar erfolgreich verteidigt werden.
1991 ging das Finale gegen TV Lützellinden verloren, die erfolgreiche Revanche an den Gießenern folgte im Finale des folgenden Jahres. Bis 1995 folgten unter dem norwegischen Trainer Arne Högdahl in Serie drei weitere Europacuptitel.
Im Jahr darauf verloren die Hypo-Damen den Titel an ŽRK Podravka Koprivnica. Danach blieb ihnen der Finaleinzug verwehrt, doch 1998 gelang erneut der Gewinn des Meistercups gegen den spanischen Spitzenklub Mar Valencia. Im Jahr 2000 wurde der EHF-Meisterpokal zum bislang letzten Mal gegen Kometal Gjorče Petrov Skopje in die Südstadt geholt. Die Niederösterreicherinnen gewannen das Heimspiel sehr deutlich und ließen sich auch nicht von den Zuschauerausschreitungen im Rückspiel aus der Ruhe bringen.
Danach zerfiel der Kader und für Hypo kamen weniger erfolgreiche Zeiten. In den nächsten drei Saisonen belegten die Niederösterreicherinnen in der Gruppenphase jeweils nur den dritten Platz und schieden damit aus der Champions League aus. Im Frühjahr 2004 spielte Hypo im Europapokal der Pokalsieger weiter, kam ins Finale, das aber mit einem Auswärtsdebakel gegen den dänischen Verein Ikast-Bording Elite Håndbold verloren ging.
Langsam konnte das Management sein Team verstärken. In der Saison 2004/05 kam Hypo wieder ins Halbfinale, scheiterte dort an Kometal Skopje. 2005/06 war bereits im Viertelfinale gegen Aalborg DH Endstation. Im Frühjahr 2007 wurde wenigstens wieder das Halbfinale erreicht, dort kam das Aus gegen GK Lada Toljatti.
Manager Prokop reagierte und baute das Team erneut um. Coach Ryan Zinglersen, der ab der Saison 2004/05 Hypo trainierte, wurde ab der Saison 2007/08 vom ungarischen Teamtrainer Andras Nemeth abgelöst. Die Verstärkungen machen sich offenbar bezahlt, Hypo Niederösterreich meisterte beide Gruppenphasen der Saison 2007/08 gegen sehr starke Gegner souverän und ohne Punkteverlust.
Im 13. Championsleaguespiel der Saison gab es im Auswärtsspiel bei Lada Toljatti die erste Saisonniederlage. Diese wurde aber im Heimspiel egalisiert und somit war der Aufstieg ins Finale geschafft. Dort traf Hypo Niederösterreich auf einen weiteren russischen Vertreter, Swesda Swenigorod, das man bereits in der 2. Gruppenphase zweimal besiegt hatte. Doch es sollte nicht klappen: Die Niederösterreicherinnen verloren beide Spiele knapp. In der Saison darauf kam Hypo ins Semifinale der Champions League, scheiterte dort jedoch deutlich an Győri ETO KC. Im Sommer verließen einige Leistungsträgerinnen die Mannschaft.
Die Saison 2009/10 kippte nach einem überzeugenden Auftaktsieg in der Gruppenphase gegen Aalborg binnen weniger Wochen in eine Krisensituation. Hypo kam in der zweiten Runde gegen Metz Handball nur zu einem 27:27-Unentschieden; Gunnar Prokop lief sieben Sekunden vor Spielende aufs Feld und stoppte eine französische Spielerin mit einem Rempler. Zwei Tage später legte er sein Traineramt zurück. Die EHF sprach folgende Strafe aus: 45.000 Euro Geldstrafe für Gunnar Prokop sowie drei Jahre Sperre für alle internationalen Bewerbe. Der Klub erhielt 30.000 Euro Geldstrafe, der Punkt aus dem Remis gegen Metz wurde abgezogen, dem französischen Vertreter aber nicht zugesprochen. Hypo hat fristgerecht Berufung gegen das Urteil eingelegt. (Quelle: orf.at bzw. hypo-noe.at)
Nach dem Rücktritt von Gunnar Prokop übernahm Christian Maly das Traineramt im November 2009. Doch nachdem Hypo eine Woche später in Laibach in ein Debakel geschlittert war, wurde er nach nur sechs Tagen Amtszeit wieder entlassen. Anschließend war Oh Seong-ok bis zum Saisonende Spielertrainerin, bald wurde ihr als Cheftrainer Martin Matuschkowitz zur Seite gestellt, der danach die Kampfmannschaft weiter trainierte. Als Co-Trainer agierte Ferenc Kovács, der seit Jahren auch die älteren Jugendklassen und die in der WHA-Liga spielende Zweiermannschaft von Hypo coacht. (Quelle: Nachrichten auf der Hypo-Website bzw. orf.at)
Die Berufungsverhandlung im Jänner 2010 brachte für Hypo und Gunnar Prokop beträchtliche Straferleichterungen: die Geldstrafe gegen Gunnar Prokop wurde auf 10.000 Euro, seine Sperre auf ein Jahr reduziert. Die ausgesprochene Sperre für EHF-Ämter auf Lebenszeit wurde zurückgenommen. Die Geldstrafe gegen den Verein Hypo Niederösterreich wurde erlassen, lediglich der Punkteabzug blieb aufrecht. Hypo konnte in der letzten Runde des Grunddurchgangs gegen Krim Laibach das Heimspiel knapp gewinnen und in die Hauptrunde einziehen. Dort war Schluss, es reichte für den dritten Platz.
Am 30. Juni 2010 kam es zwischen dem Verein Hypo Niederösterreich und Gunnar Prokop zum endgültigen Zerwürfnis. Prokop wollte drei neue Legionärinnen aus Dänemark verpflichten, doch der Vorstand lehnte letztlich seine Planungen für die Saison 2010/11 ab und entschied, die durch einige Spielerinnen-Abgänge freigewordenen Plätze in der Kampfmannschaft durch junge Österreicherinnen zu besetzen. Am 1. Juli legte Prokop sein Amt zurück und verließ den Verein in beiderseitigem Einvernehmen. Sein Nachfolger wurde der bisherige Generalsekretär Dieter Heger. Seit der Saison 2010/11 ist der Verein mit zwei Mannschaften in der Women Handball Austria vertreten. In dieser Saison versuchte der Klub, verstärkt junge Österreicherinnen zum Einsatz zu bringen. Dazu kamen viele Verletzungen; im Grunddurchgang der Champions League wurde Hypo Dritter, spielte im Cupsiegerbewerb weiter und schied dort gleich gegen Metz Handball aus.
Für die Saison 2011/12 wurde Andras Nemeth, der zuvor in Vac tätig gewesen war, als Trainer verpflichtet. Der Klub ging im Sommer 2011 eine Kooperation mit dem brasilianischen Handballverband ein. Die Mannschaft wurde komplett umgebaut, es kamen fünf neue Brasilianerinnen. Coach Nemeth brachte von seinem vorherigen Klub Vac zwei Ungarinnen mit. Obwohl die Mannschaft vom Kader her stärker war als in der Vorsaison, schied Hypo in der Champions League schon nach der Gruppenphase aus. Im Februar 2012 gab Manager Dieter Heger die Beendigung seines Arbeitsverhältnisses bei Hypo Niederösterreich bekannt (Quelle: NÖN vom 22. Februar 2012). Am 11. Mai 2013 gewann Hypo den Europapokal der Pokalsieger. Für Coach Andras Nemeth war es der Abschied von Hypo, er zog sich nach dieser Saison in den Ruhestand zurück. Nach einigem Suchen wurde sich Hypo mit dem Dänen Morten Soubak einig, der auch das brasilianische Nationalteam betreut.
Die Saison 2013/14 verlief für Hypo Niederösterreich wenig erfolgreich. Der Abgang von Spielmacherin Bernadett Temes konnte nicht völlig kompensiert werden. In der Champions League bezogen die Südstädterinnen in Győr eine historische 22:41-Niederlage. Zwar hatte man bis zur letzten Runde der Gruppenphase die Chance zum Aufstieg, doch nach einer 25:34-Niederlage beim HC Thüringen in Runde sechs wurde es wieder nur der dritte Platz. Am Ende der Saison steht der Zerfall des Teams: Kapitänin Alexandra do Nascimento und Torfrau Bárbara Arenhart unterschrieben beim rumänischen Klub HCM Baia Mare. Der brasilianische Verband beendete die Kooperation mit Hypo Niederösterreich, die brasilianischen Spielerinnen verließen größtenteils die Südstadt. Trainer Soubak ging nach nur einer Saison nach Brasilien zurück. Im Viertelfinale des EHF-Europapokal der Pokalsieger 2013/14 spielte Hypo beide Partien gegen Byåsen IL in Trondheim, nach einem 30:29-Sieg im ersten Spiel wurde die zweite Partie mit 23:37 verloren. Der Vorstand entschied sich, eine neue Richtung zu gehen: künftig soll vorwiegend mit österreichischen Spielerinnen eine schlagkräftige Truppe geformt werden. Die Linie wird durch einen engen finanziellen Rahmen vorgegeben.
Seit der Saison 2014/15 steht wieder Ferenc Kovács als Chef-Trainer an der Seitenlinie, Cotrainer ist Martin Matuschkowitz. Im März 2016 wurde eine Personalrochade vorgenommen: Martin Matuschkowitz stieg zum Cheftrainer der Hypo-Kampfmannschaft auf, Ferenc Kovács fungiert wieder als Co-Trainer (der er schon bei Martin Soubak war) und übernahm die Verantwortung für den Nachwuchsbereich. Im Sommer 2016 trat eine Änderung im Modus der WHA in Kraft, aufgrund der die zweite Mannschaft von Hypo Niederösterreich nicht mehr für die oberste Liga spielberechtigt war. Nach einem Jahr in der Bundesliga wurde diese schließlich aufgelöst.
Im April 2017 bezog Hypo Niederösterreich gegen den Wiener Verein MGA-Fivers im Cupendspiel eine historische 17:18-Niederlage und konnte damit erstmals seit 29 Jahren nicht das „Double“ gewinnen. Im Folgejahr scheiterten die Südstädterinnen bereits im Cup-Viertelfinale klar an UHC Stockerau. Nach 42 gewonnenen Meistertitel in Serie unterlag Hypo in der Saison 2018/19 das Meisterschaftsfinale gegen WAT Atzgersdorf. Nach dem verlorenen Finaldurchgang beendeten Torfrau Olga Sanko und Kreisläuferin Sonata Vijūnaitė sofort ihre Karrieren, Trainer Fery Kovacs entschloss sich zum Weitermachen. Hypo ging mit einem verjüngten Kader in die kommende Saison, die jedoch wegen der Corona-Pandemie abgebrochen wurde.

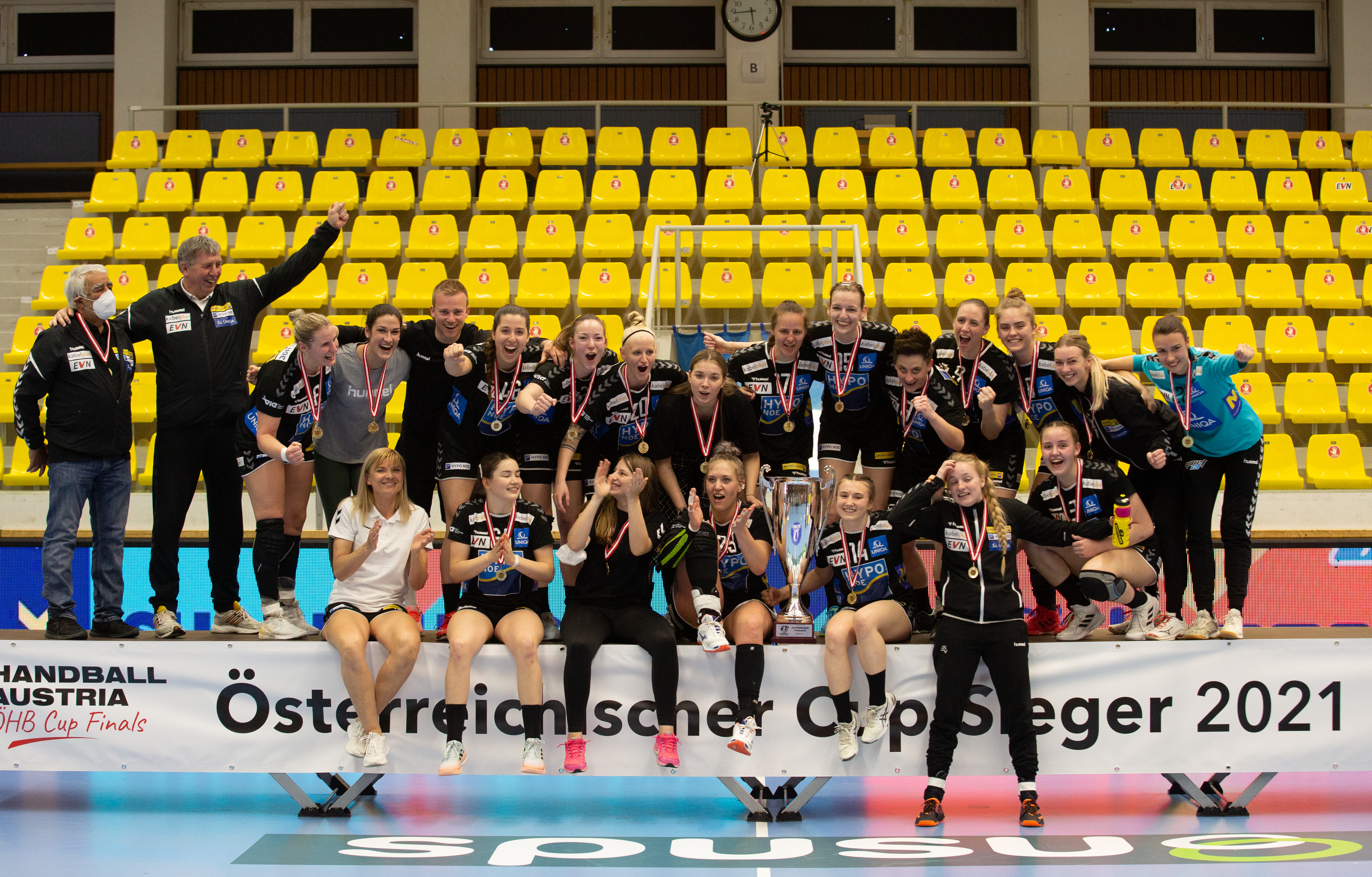
Pokalübergabe an Hypo Niederösterreich 2021

## Erfolge

### Nationale Erfolge
- Österreichischer Meister: 47× (1976/77–2017/18, 2020/21–2024/25)
- Österreichischer Cupsieger: 33× (1990–2016, 2019, 2021–2025)

### Die acht Champions-League-Siege
| Jahr | Gegner                       | Ergebnis |
| ---- | ---------------------------- | -------- |
| 1989 | Spartak Kiew                 | 37:33    |
| 1990 | Kuban Krasnodar              | 59:50    |
| 1992 | TV Lützellinden              | 34:32    |
| 1993 | Vasas Budapest               | 40:25    |
| 1994 | Vasas Budapest               | 45:39    |
| 1995 | ŽRK Podravka Koprivnica      | 40:36    |
| 1998 | Mar Valencia                 | 56:47    |
| 2000 | Kometal Gjorče Petrov Skopje | 52:45    |

### EHF Women’s Cup Winners’ Cup
| Jahr | Spiel                    | Ergebnis |
| ---- | ------------------------ | -------- |
| 2013 | Hypo NÖ gegen Issy Paris | 61:43    |

## Bekannte ehemalige Spielerinnen
| - Gorica Aćimović - Bárbara Arenhart - Stanka Božović - Fabiana Diniz - Slađana Dronić - Dragica Đurić-Krstić - Katrin Engel - Sabine Englert - Ausra Fridrikas - Milena Foltýnová - Bożena Karkut | - Erika Kirsner - Jasna Kolar-Merdan - Tatjana Logwin - Iris Morhammer - Alexandra do Nascimento - Oh Seong-ok - Daniela Piedade - Karin Prokop - Vesna Radović - Mariann Rácz - Ana Paula Rodrigues Belo | - Gabi Rotis-Nagy - Natascha Rusnachenko - Olga Sanko - Fernanda da Silva - Simona Spiridon - Barbara Strass - Bernadett Temes - Timea Toth - Liliana Ţopea - Teresa Żurowski |  |

## Weitere Wettbewerbe
Ab der Saison 2008/09 nahm der Verein an der neu gegründeten adriatischen Liga WRHL teil und erreichte in der Premierensaison den dritten Platz. In der nächsten Saison erreichte Hypo Niederösterreich den zweiten Platz. In der Saison 2010/11 trat die Mannschaft kurz nach der Saisonhälfte aus dem WHRL-Bewerb aus.